# Santo Amaro das Brotas
Santo Amaro das Brotas est une municipalité de l'État du Sergipe au Brésil.
Sa population était estimée à 12 140 habitants en 2009 et elle s'étend sur 234,65 km2.
Elle appartient à la Microrégion du Baixo Cotinguiba dans la Mésorégion de l'Est du Sergipe.